# Global Deejays
Global Deejays ist ein Musikprojekt der beiden österreichischen Electro-House-Produzenten und DJs Konrad Schreyvogl und Florian Schreyvogl.

## Bandgeschichte
Nach verschiedenen europaweiten Hits unter unterschiedlichen Pseudonymen (wie z. B. Ravers on Dope mit einer Dune-Coverversion von Hardcore Vibes von 2001) gelang den beiden Produzenten DJ Taylor & FLOw, zusammen mit dem US-Amerikaner DJ Mikkel Christensen, im Jahr 2004 mit der Single The Sound of San Francisco der weltweite Durchbruch. Sie baut im Wesentlichen auf einem Sample des Nummer-eins-Hits San Francisco (Be Sure to Wear Flowers in Your Hair) von Scott McKenzie aus dem Jahr 1967 auf. Die zuerst auf Vinyl veröffentlichte Single wurde dabei unter dem Pseudonym Global Playboys herausgegeben, während die späteren in anderen europäischen Ländern veröffentlichten Platten den Namen Global Deejays trugen.
Der Song entwickelte sich zu einem Club-Hit und erreichte am 22. November 2004 die Spitze der Deutschen Dance-Chart, wo er sich viele Wochen hielt. Im Dezember 2004 stieg die Single auch in die deutsche Singlechart ein und erreichte Platz 3.
Die Nachfolge-Single What a Feeling, ein Cover des Titelsongs des Films Flashdance, stieg am 26. April 2005 in die Media-Control-Single-Chart auf Platz 16 ein. Die Veröffentlichung auf der Promo-Single benutzt, wie The Sound of San Francisco, ein Sample des Originals im Refrain. Die offizielle Singleveröffentlichung beinhaltet hingegen eine von den Global Deejays selbst produzierte Coverversion mit neu eingesungener Hookline. 2005 wurden sie für viele Preise, darunter dem Echo (Deutschland), nominiert. Sie gewannen sogar den russischen MTV Award und den polnischen Eska. Die Single Hardcore Vibes, die sie Ende 2011 veröffentlichten, konnte Ende Januar auf Platz 54 der Französischen Chart einsteigen und kam außerdem in die Belgischen Charts.

## Diskografie

### Studioalben
| Jahr | Titel   | Höchstplatzierung, Gesamtwochen, AuszeichnungChartplatzierungen (Jahr, Titel, Platzierungen, Wochen, Auszeichnungen, Anmerkungen) | Höchstplatzierung, Gesamtwochen, AuszeichnungChartplatzierungen (Jahr, Titel, Platzierungen, Wochen, Auszeichnungen, Anmerkungen) | Höchstplatzierung, Gesamtwochen, AuszeichnungChartplatzierungen (Jahr, Titel, Platzierungen, Wochen, Auszeichnungen, Anmerkungen) | Höchstplatzierung, Gesamtwochen, AuszeichnungChartplatzierungen (Jahr, Titel, Platzierungen, Wochen, Auszeichnungen, Anmerkungen) | Anmerkungen                         |
| Jahr | Titel   | DE | AT | CH | FR | Anmerkungen                         |
| ---- | ------- | --- | --- | --- | --- | ----------------------------------- |
| 2005 | Network | — | AT66 (1 Wo.)AT | — | FR45 (8 Wo.)FR | Erstveröffentlichung: 27. Juni 2005 |

### Singles
| Jahr                 | Titel Album                         | Höchstplatzierung, Gesamtwochen, AuszeichnungChartplatzierungen (Jahr, Titel, Album, Platzierungen, Wochen, Auszeichnungen, Anmerkungen) | Höchstplatzierung, Gesamtwochen, AuszeichnungChartplatzierungen (Jahr, Titel, Album, Platzierungen, Wochen, Auszeichnungen, Anmerkungen) | Höchstplatzierung, Gesamtwochen, AuszeichnungChartplatzierungen (Jahr, Titel, Album, Platzierungen, Wochen, Auszeichnungen, Anmerkungen) | Höchstplatzierung, Gesamtwochen, AuszeichnungChartplatzierungen (Jahr, Titel, Album, Platzierungen, Wochen, Auszeichnungen, Anmerkungen) | Anmerkungen |
| Jahr                 | Titel Album                         | DE | AT | CH | FR | Anmerkungen |
| -------------------- | ----------------------------------- | --- | --- | --- | --- | --- |
| als DJ Taylor & Flow |                                     | | | | | |
|                      |                                     | | | | | |
| 1999                 | Gott tanzte                         | DE16 (13 Wo.)DE | AT2 Gold · (21 Wo.)AT | — | — | Coverversion des gleichnamigen Liedes von E Nomine (1999); Erstveröffentlichung: 3. Juni 1999                                     |
| 1999                 | Was ist Zeit?                       | DE71 (3 Wo.)DE | AT22 (6 Wo.)AT | — | — | Erstveröffentlichung: 6. September 1999                                                                                           |
| 2000                 | Exzess                              | — | AT35 (2 Wo.)AT | — | — | Erstveröffentlichung: 14. Februar 2000                                                                                            |
| 2001                 | Dance the Planet                    | — | AT27 (9 Wo.)AT | — | — | Erstveröffentlichung: 2. April 2001                                                                                               |
| 2001                 | Hardcore Vibes                      | — | AT15 (22 Wo.)AT | — | — | Coverversion des gleichnamigen Liedes von Dune (1994) Erstveröffentlichung: 14. August 2001                                       |
| als Ravers On Dope   |                                     | | | | | |
|                      |                                     | | | | | |
| 2002                 | Hardcore Vibes                      | DE20 (9 Wo.)DE | — | CH94 (2 Wo.)CH | — | Coverversion des gleichnamigen Liedes von Dune (1994) Erstveröffentlichung: 17. Juni 2002                                         |
| 2002                 | Get High                            | DE47 (5 Wo.)DE | AT33 (9 Wo.)AT | — | — | Erstveröffentlichung: 9. Oktober 2002                                                                                             |
| 2003                 | Trip 2 Wonderland                   | — | AT19 (7 Wo.)AT | — | — | Erstveröffentlichung: 20. Februar 2003                                                                                            |
| als DJ Taylor        |                                     | | | | | |
|                      |                                     | | | | | |
| 2003                 | Luv Me Bad!                         | — | AT25 (3 Wo.)AT | — | — | Erstveröffentlichung: 12. Mai 2003                                                                                                |
| als Global Deejays   |                                     | | | | | |
|                      |                                     | | | | | |
| 2004                 | The Sound of San Francisco Network  | DE3 Gold · (22 Wo.)DE | AT4 (24 Wo.)AT | CH29 (19 Wo.)CH | FR18 (19 Wo.)FR | Coverversion von Scott McKenzie – San Francisco (Be Sure to Wear Flowers in Your Hair) (1967) Erstveröffentlichung: 20. Juli 2004 |
| 2005                 | What a Feeling (Flashdance) Network | DE16 (9 Wo.)DE | AT14 (14 Wo.)AT | CH45 (14 Wo.)CH | FR18 (25 Wo.)FR | Coverversion von Irene Cara – Flashdance… What a Feeling (1983); Erstveröffentlichung: 10. März 2005                              |
| 2007                 | Get Up (Before the Night is Over)   | — | — | — | FR32 (12 Wo.)FR | mit Technotronic Coverversion des gleichnamigen Liedes von Technotronic (1990); Erstveröffentlichung: 15. Juni 2007               |
| 2009                 | Everybody’s Free 2009               | DE52 (5 Wo.)DE | AT57 (3 Wo.)AT | — | — | mit Rozalla Coverversion des gleichnamigen Liedes von Rozalla (1991) Erstveröffentlichung: 5. August 2009                         |
| 2011                 | Bring It Back                       | — | — | — | FR72 (2 Wo.)FR | mit Niels van Gogh Erstveröffentlichung: 17. März 2011                                                                            |
| 2012                 | Hardcore Vibes                      | — | — | CH73 (1 Wo.)CH | FR24 (18 Wo.)FR | Coverversion des gleichnamigen Liedes von Dune (1994) Erstveröffentlichung: 1. Februar 2012                                       |
| 2013                 | Kids                                | — | AT17 (2 Wo.)AT | CH61 (2 Wo.)CH | FR53 (16 Wo.)FR | Coverversion des gleichnamigen Lieds von MGMT (2005) Erstveröffentlichung: 19. Mai 2013                                           |
| 2014                 | We Are the Nights                   | — | AT14 (3 Wo.)AT | — | — | mit Envegas Erstveröffentlichung: 23. April 2014                                                                                  |